# Public Warning Cell Broadcast Service
Le Public Warning Cell Broadcast Service (officiellement en chinois traditionnel : 災防告警細胞廣播訊息), parfois désigné sous sa forme courte Public Warning System (PWS), est le système national d'alerte aux populations par diffusion cellulaire mis en place à Taïwan, permettant un envoi rapide des messages d'alertes à un grand nombre de téléphones mobiles sur l'ensemble du territoire national ou sur une zone spécifique.

## Historique
Le projet naît en 2011, après les événements liés au séisme de 2011 de la côte Pacifique de la région japonaise du Tōhoku,.
La Commission nationale taïwanaise des communications (officiellement en anglais : National Communications Commission ou NCC, en chinois traditionnel : 國家通訊傳播委員會) annonce à la fin du mois d'avril 2016 le bon fonctionnement du système après avoir finalisé les séances de test avec les opérateurs nationaux de réseau mobile. Une fois son intégration au sein du Centre national des sciences et des technologies pour la réduction des catastrophes (officiellement en anglais : National Science and Technology Center for Disaster Reduction ou NCDR, en chinois traditionnel : 國家災害防救科技中心), le Public Warning System entre en service publiquement en juillet 2016.

## Fonctionnement
Le message est écrit par l'autorité compétente et désignée suivant le domaine d'application, puis transmis successivement à l'Entité de diffusion cellulaire (officiellement en anglais : Cell Broadcast Entity ou CBE), fait l'objet d'une validation puis est transmis au centre de diffusion cellulaire des opérateurs de réseau mobile pour conversion au format cellulaire et diffusion. L'envoi se fait vers tous les téléphones mobiles compatibles 4G et 3G, dans la limite de la zone géographique applicable. À réception du message, le téléphone émet une sonnerie et une vibration spéciale, afin de le différencier d'un message classique,.
La diffusion étant réalisée par l'intermédiaire du réseau 4G, elle ne peut être affectée par un éventuel encombrement du réseau cellulaire, ni y contribuer.
Aucune inscription au service, ni installation ou connexion à une application, n'est nécessaire pour bénéficier du service,.

## Messages d'alerte

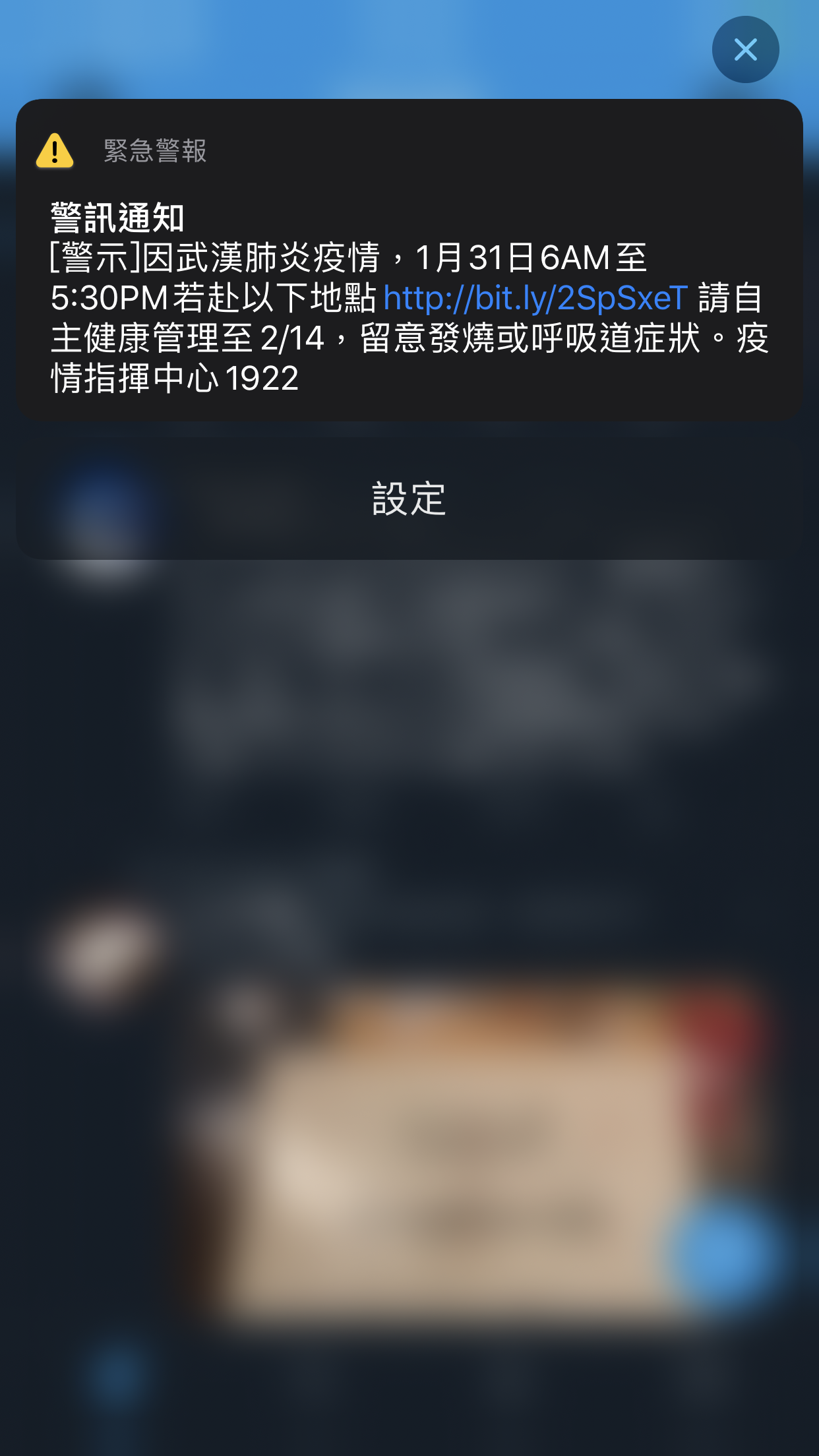
Aperçu d'une alerte envoyée lors de la pandémie de Covid-19 à Taïwan, à la suite de la confirmation d'un cas à bord du Diamond Princess.

Les messages sont classés en quatre catégories :
- alerte présidentielle (en chinois : 國家級警報, en anglais : Presidential Alert) : diffusé dans le cadre d'une catastrophe de grande ampleur ou d'une catastrophe pouvant blesser la population de manière imminente ;
- alerte d'urgence (緊急警報, Emergency Alert) : diffusé dans le cadre d'une catastrophe pouvant blesser la population ;
- message d'alerte (警訊通知, Alert Message) : diffusé dans le cadre d'une alerte sur un événement pouvant être préparé à l'avance, étroitement liée à la santé de la population ;
- message-test mensuel (每月測試用訊息, Monthly Test Message).

Chaque message indique la catégorie, la date et l'heure ainsi que l'intitulé de l'alerte.
| Émetteur                                                                           | Type d'alerte                                                          | Catégorie             |
| ---------------------------------------------------------------------------------- | ---------------------------------------------------------------------- | --------------------- |
| Bureau central de météorologie (Ministère des Transports et des Communications)    | alerte pluie torrentielle imminente                                    | message d'alerte      |
| Bureau central de météorologie (Ministère des Transports et des Communications)    | alerte séisme imminent                                                 | alerte présidentielle |
| Bureau central de météorologie (Ministère des Transports et des Communications)    | alerte tsunami                                                         | message d'alerte      |
| Bureau central de météorologie (Ministère des Transports et des Communications)    | alerte typhon                                                          | message d'alerte      |
| Direction générale des autoroutes (Ministère des Transports et des Communications) | alerte route fermée                                                    | message d'alerte      |
| Agence des ressources en eau (Ministère des Affaires économiques)                  | alerte déversement des eaux d'un lac de barrage                        | message d'alerte      |
| Bureau de la conservation des sols et des eaux (Yuan exécutif)                     | alerte flux de débris                                                  | message d'alerte      |
| Centres de contrôle des maladies (Ministère de la Santé et du Bien-être)           | notification d'épidémie                                                | message d'alerte      |
| Centres de contrôle des maladies (Ministère de la Santé et du Bien-être)           | notification d'épidémie liée au tourisme international                 | message d'alerte      |
| Agence nationale de la police (Ministère de l'Intérieur)                           | alerte raid aérien                                                     | alerte présidentielle |
| Agence nationale de la police (Ministère de l'Intérieur)                           | alerte raid aérien : exercices                                         | message d'alerte      |
| Ministère de la Défense nationale                                                  | alerte raid aérien : missile lancé                                     | alerte présidentielle |
| Ministère de la Défense nationale                                                  | alerte raid aérien : missile tombant dans la mer                       | alerte d'urgence      |
| Ministère de la Défense nationale                                                  | alerte raid aérien : missile désintégré (chute des débris dans la mer) | alerte d'urgence      |
| Ministère de la Défense nationale                                                  | alerte raid aérien : missile désintégré (chute des débris au sol)      | alerte présidentielle |
| Ministère de la Défense nationale                                                  | alerte raid aérien : alerte levée                                      | message d'alerte      |
| Conseil de l'énergie atomique (Yuan exécutif)                                      | accident nucléaire                                                     | message d'alerte      |
| Gouvernement local d'une subdivision administrative de premier rang                | évacuation                                                             | alerte d'urgence      |
| Taiwan Power Company (Ministère des Affaires économiques)                          | notification de panne d'électricité                                    | message d'alerte      |
| CPC Corporation (Ministère des Affaires économiques)                               | explosion                                                              | alerte d'urgence      |
| CPC Corporation (Ministère des Affaires économiques)                               | incendie industriel                                                    | alerte d'urgence      |
| Taiwan Water Corporation (Ministère des Affaires économiques)                      | coupure d'eau d'urgence                                                | message d'alerte      |
| Conseil de l'agriculture (Yuan exécutif)                                           | épidémie d'origine animale et/ou végétale                              | message d'alerte      |
| Administration de la protection de l'environnement (Yuan exécutif)                 | alerte qualité de l'air                                                | message d'alerte      |
| Centre d'intervention en cas de catastrophe                                        | alerte catastrophe majeure                                             | alerte d'urgence      |
| Administration de la protection de l'environnement (Yuan exécutif)                 | alerte catastrophe toxique                                             | alerte d'urgence      |